# 田静嫔
田静嬪（？—1564年），名失考，錦衣衛帶俸百戶田文之妹，明朝明世宗朱厚熜之嬪。

## 生平
田氏的出生及入宮時間均不詳。嘉靖四十三年（1564年）七月二十四日，「未封宮嬪」田氏薨逝，賜號為靜嬪，喪葬如例，同年十二月初八日，安葬靜嬪田氏。嘉靖四十四年六月十三日，給田靜嬪之兄長錦衣衛帶俸百戶田文房價銀一千二百兩。根據《太常續考》的記載，田靜嬪與宋宜妃、諸靜妃、張和妃、高安妃、張昭嬪、武常嬪、郭寧嬪、孟安嬪於金山合葬同一墓，葬地位於西山紅石口。